# Monato

Monato – miesięcznik w języku esperanto poświęcony między innymi zagadnieniom związanym z polityką, ekonomią oraz kulturą.
Powstał w 1979 (pierwszy numer ukazał się w 1980). Posiada stu stałych współpracowników i korespondentów w 45 krajach. Zawiera wyłącznie artykuły napisane w esperanto (nie publikuje się tłumaczeń). Jego obecnym redaktorem naczelnym jest Paul Gubbins.